# Doña Mencía
Doña Mencía er en by og kommune i det sydlige Spanien i provinsen Córdoba. Den har et indbyggertal på 4.478 (2024) indbyggere.